# نانتو، تویاما
نانتو در استان تویاما در کشور ژاپن واقع شده‌است  که دارای جمعیت ۵۷٬۰۶۱ نفر و مساحت ۶۶۸٫۸۶ کیلومتر مربع با تراکم جمعیت ۸۵٫۳  نفر در کیلومترمربع است و در تاریخ ۱ نوامبر ۲۰۰۴ به عنوان شهر شناخته شد.